# Klek, Velika Kapela
Klek je 1181 metrov visoka gora na Hrvaškem. Leži na jugu Gorskega kotarja nad Ogulinom in predstavlja najvzhodnejši vrh gorovja Velika Kapela.
Oblika Kleka, ki iz nekaterih smeri spominja na ležečega velikana, je navdihnila številne narodne bajke in pripovedke. Po izročilu, ki ga je med drugimi zapisal tudi Janez Vajkard Valvasor, je Klek zbirališče čarovnic v nevihtnih nočeh.

## Zemljepis in geologija
Klek ima obliko 3–4 km dolgega hrbta strmih sten, katerega vrh predstavlja 200 metrov visoka skalnata glava. Najizrazitejša vrhova sta Veliki Klek s 1181 metri in Mali Klek ali Klečica s 1062 metri nadmorske višine. Gradi ga jurski in kredni apnenec. Na masivu se nahaja več jam: Horvatova ali Klečka špilja, Vještičja jama (globine 133 m) in še ena z vhodom na višini 1162 m.

## Rastlinstvo in živalstvo
Večino gore prekriva gozd, ki je na vzhodni ogulinski strani listnat, medtem ko na zahodni strani prevladuje mešani gozd bukve in jelke. Manjši, a botanično pomembnejši del zavzemajo gorski travniki z reliktnim alpskim rastjem in redkimi rastlinskimi vrstami, kot so kitaibelov jeglič (Primula kitaibeliana), dlakavi sleč (Rhododendron hirsutum), hrvaški popovec (Micromeria croatica), malyjeva konjska kumunina (Seseli malyi), clusijev svišč (Gentiana clusii) in številne druge.
Živalski svet sesalcev in ptic je podoben kot v preostanku Gorskega kotarja – rjavi medved, volk, ris, srna, več vrst netopirjev, polh in ujede, kot so planinski orel, sokol selec in sršenar. Od plazilcev sta med drugim prisotna modras in velebitska kuščarica. Številni so metulji, med njimi več redkih vrst, odkrita pa je bila tudi endemična podvrsta štajerskega rjavčka Erebia stirius kleki.
Zaradi svojega pokrajinskega in biološkega pomena je področje v površini okoli 850 hektarov od leta 1971 zavarovano kot krajinski park.

## Planinstvo
Klek nosi vzdevek »zibelka hrvaškega planinstva«. Leta 1890 je ogulinski veterinar Franjo Fink prebil pot skozi kleško steno do vrha. Od leta 1912 je jugovzhodna stena Kleka prva šola za hrvaške plezalce-alpiniste.
Z vrha se ponuja razgled na Bjelolasico, Risnjak, Ogulin in jezero Sabljaci, ob dobri vidljivosti pa tudi Alpe. Na 1000 metrih nadmorske višine stoji planinski dom.